# Troféu Brasil de Ginástica Artística de 2022
O Troféu Brasil de Ginástica Artística de 2022 foi uma competição de ginástica artística organizado pela Confederação Brasileira de Ginástica e realizado de 18 a 22 de maio de 2022 no Ginásio da SOGIPA em Porto Alegre, Rio Grande do Sul.

## Calendário
- Quarta-feira, 18 de maio
  - 09:30 - 19:00 Treinamento
- Quinta-feira, 19 de maio
  - 10:00 - 12:00 Classificatória - Salto feminino, Barras assimétricas
  - 10:00 - 11:45 Classificatória - Solo masculino, Cavalo com alças, Argolas
- Sexta-feira, 20 de maio
  - 10:00 - 12:45 Classificatória - Trave, Solo feminino
  - 10:00 - 12:00 Classificatória - Salto masculino, Barras paralelas, Barra fixa
- Sábado, 21 de maio
  - 10:00 - 10:40 Final - Solo masculino
  - 10:40 - 11:20 Final - Salto feminino, Cavalo com alças
  - 11:20 - 12:00 Final - Barras assimétricas, Argolas
  - 12:15 - Cerimônias de premiação
- Domingo, 22 de maio
  - 10:00 - 10:30 Final - Salto masculino
  - 10:30 - 11:20 Final - Trave, Barras paralelas
  - 11:20 - 12:00 Final - Solo feminino, Barra fixa
  - 12:15 - Cerimônias de premiação

## Medalhistas
| Evento              | Ouro                                             | Prata                                           | Bronze                                           |
| ------------------- | ------------------------------------------------ | ----------------------------------------------- | ------------------------------------------------ |
| Masculino           |                                                  |                                                 |                                                  |
| Solo                | Diogo Soares Clube de Regatas do Flamengo        | Patrick Correa Esporte Clube Pinheiros          | Gabriel Barbosa Minas Tênis Clube                |
| Cavalo com alças    | Francisco Barreto Júnior Esporte Clube Pinheiros | Diogo Soares Clube de Regatas do Flamengo       | Caio Souza Minas Tênis Clube                     |
| Argolas             | Gabriel Barbosa Minas Tênis Clube                | Gustavo Pereira Minas Tênis Clube               | Caio Souza Minas Tênis Clube                     |
| Salto               | Caio Souza Minas Tênis Clube                     | Yuri Guimarães SERC Santa Maria                 | Arthur Nory Esporte Clube Pinheiros              |
| Barras paralelas    | Caio Souza Minas Tênis Clube                     | Diogo Soares Clube de Regatas do Flamengo       | Arthur Nory Esporte Clube Pinheiros              |
| Barra fixa          | Arthur Nory Esporte Clube Pinheiros              | Diogo Soares Clube de Regatas do Flamengo       | Francisco Barreto Júnior Esporte Clube Pinheiros |
| Feminino            |                                                  |                                                 |                                                  |
| Salto               | Andreza de Lima Grêmio Náutico União             | Beatriz dos Santos Clube de Regatas do Flamengo | Gleyce Rodrigues Osasco                          |
| Barras assimétricas | Rebeca Andrade Clube de Regatas do Flamengo      | Jade Barbosa Clube de Regatas do Flamengo       | Carolyne Pedro CEGIN                             |
| Trave               | Flavia Saraiva Clube de Regatas do Flamengo      | Rebeca Andrade Clube de Regatas do Flamengo     | Thaís Fidélis Esporte Clube Pinheiros            |
| Solo                | Andreza de Lima Grêmio Náutico União             | Gabriela Barbosa Esporte Clube Pinheiros        | Carolyne Pedro CEGIN                             |

Fonte: 

## Resultados

### Masculino

#### Solo
| Pos. | Ginasta                                   | Nota D | Nota E | Pen.  | Total  |
| ---- | ----------------------------------------- | ------ | ------ | ----- | ------ |
| 1    | Diogo Soares Clube de Regatas do Flamengo | 5.6    | 8.433  | 0.300 | 13.733 |
| 2    | Patrick Correa Esporte Clube Pinheiros    | 5.7    | 7.667  |       | 13.367 |
| 3    | Gabriel Barbosa Minas Tênis Clube         | 5.4    | 7.833  |       | 13.233 |
| 4    | Arthur Zanetti SERC Santa Maria           | 5.8    | 7.467  | 0.100 | 13.167 |
| 5    | Caio Souza Minas Tênis Clube              | 5.7    | 7.467  | 0.300 | 12.867 |
| 6    | João Prunes Vieira SOGIPA                 | 5.9    | 6.867  |       | 12.767 |
| 7    | Gabriel Souza Esporte Clube Pinheiros     | 5.1    | 6.867  |       | 11.967 |
| 8    | Yuri Guimarães SERC Santa Maria           | 5.6    | 5.700  | 0.100 | 11.200 |

#### Cavalo com alças
| Pos. | Ginasta                                          | Nota D | Nota E | Pen. | Total  |
| ---- | ------------------------------------------------ | ------ | ------ | ---- | ------ |
| 1    | Francisco Barreto Júnior Esporte Clube Pinheiros | 5.6    | 7.567  |      | 13.167 |
| 2    | Diogo Soares Clube de Regatas do Flamengo        | 5.2    | 7.433  |      | 12.633 |
| 3    | Caio Souza Minas Tênis Clube                     | 5.5    | 7.133  |      | 12.633 |
| 4    | Arthur Nory Esporte Clube Pinheiros              | 4.8    | 7.733  |      | 12.533 |
| 5    | Gabriel Barbosa Minas Tênis Clube                | 5.9    | 6.400  |      | 12.300 |
| 6    | Yuri Guimarães SERC Santa Maria                  | 4.2    | 8.000  |      | 12.200 |
| 7    | Tomás Rodrigues SERC Santa Maria                 | 5.4    | 5.867  |      | 11.267 |
| 8    | Patrick Correa Esporte Clube Pinheiros           | 5.6    | 5.467  |      | 11.067 |

#### Argolas
| Pos. | Ginasta                                | Nota D | Nota E | Pen. | Total  |
| ---- | -------------------------------------- | ------ | ------ | ---- | ------ |
| 1    | Gabriel Barbosa Minas Tênis Clube      | 5.6    | 7.967  |      | 13.567 |
| 2    | Gustavo Pereira Minas Tênis Clube      | 5.2    | 8.267  |      | 13.467 |
| 3    | Caio Souza Minas Tênis Clube           | 6.2    | 7.067  |      | 13.267 |
| 4    | Lucas Bitencourt Minas Tênis Clube     | 5.1    | 7.967  |      | 13.067 |
| 5    | Leonardo Souza Esporte Clube Pinheiros | 4.8    | 7.933  |      | 12.733 |
| 6    | Murilo Pontedura SERC Santa Maria      | 4.3    | 8.167  |      | 12.467 |
| 7    | Diogo Paes Esporte Clube Pinheiros     | 4.3    | 7.933  |      | 12.233 |
| 8    | Yuri Guimarães SERC Santa Maria        | 4.8    | 7.333  |      | 12.133 |

#### Salto
| Pos. | Ginasta                               | Nota D  | Nota E  | Pen.    | Pont. 1 | Nota D  | Nota E  | Pen.    | Pont. 2 | Total  |
| ---- | ------------------------------------- | ------- | ------- | ------- | ------- | ------- | ------- | ------- | ------- | ------ |
| 1    | Caio Souza Minas Tênis Clube          | 5.6     | 9.167   |         | 14.767  | 5.6     | 9.233   |         | 14.833  | 14.800 |
| 2    | Yuri Guimarães SERC Santa Maria       | 5.2     | 8.833   |         | 14.033  | 5.2     | 9.267   |         | 14.467  | 14.250 |
| 3    | Arthur Nory Esporte Clube Pinheiros   | 4.8     | 9.200   |         | 14.000  | 4.8     | 9.400   |         | 14.200  | 14.100 |
| 4    | João Prunes Vieira SOGIPA             | 5.2     | 9.400   |         | 14.600  | 5.2     | 8.500   | 0.300   | 13.400  | 14.000 |
| 5    | Luís Porto Grêmio Náutico União       | 5.2     | 9.100   | 0.100   | 14.200  | 5.6     | 7.900   | 0.100   | 13.400  | 13.800 |
| 6    | João Mateus Silva SOGIPA              | 5.2     | 8.233   |         | 13.433  | 4.8     | 8.800   | 0.100   | 13.500  | 13.466 |
| 7    | Rodrigo Sampaio dos Santos Brasil FC  | 4.8     | 9.167   |         | 13.967  | 4.4     | 8.433   | 0.100   | 12.367  | 13.150 |
| 8    | Gabriel Souza Esporte Clube Pinheiros | 4.8     | 9.133   |         | 13.933  | 4.0     | 8.467   | 0.100   | 12.367  | 13.150 |
| Pos. | Ginasta                               | Salto 1 | Salto 1 | Salto 1 | Salto 1 | Salto 2 | Salto 2 | Salto 2 | Salto 2 | Total  |

#### Barras paralelas
| Pos. | Ginasta                                          | Nota D | Nota E | Pen. | Total  |
| ---- | ------------------------------------------------ | ------ | ------ | ---- | ------ |
| 1    | Caio Souza Minas Tênis Clube                     | 6.0    | 8.500  |      | 14.500 |
| 2    | Diogo Soares Clube de Regatas do Flamengo        | 5.8    | 8.567  |      | 14.367 |
| 3    | Arthur Nory Esporte Clube Pinheiros              | 5.2    | 8.400  |      | 13.600 |
| 4    | Lucas Bitencourt Minas Tênis Clube               | 5.2    | 8.367  |      | 13.567 |
| 5    | Diogo Paes Esporte Clube Pinheiros               | 5.2    | 8.233  |      | 13.433 |
| 6    | Francisco Barreto Júnior Esporte Clube Pinheiros | 5.9    | 7.100  |      | 13.000 |
| 7    | Yuri Guimarães SERC Santa Maria                  | 5.0    | 7.567  |      | 12.567 |
| 8    | Murilo Pontedura SERC Santa Maria                | 5.2    | 7.033  |      | 12.233 |

#### Barra fixa
| Pos. | Ginasta                                          | Nota D | Nota E | Pen. | Total  |
| ---- | ------------------------------------------------ | ------ | ------ | ---- | ------ |
| 1    | Arthur Nory Esporte Clube Pinheiros              | 5.8    | 8.633  |      | 14.433 |
| 2    | Diogo Soares Clube de Regatas do Flamengo        | 5.4    | 8.700  |      | 14.100 |
| 3    | Francisco Barreto Júnior Esporte Clube Pinheiros | 5.3    | 8.533  |      | 13.833 |
| 4    | Lucas Bitencourt Minas Tênis Clube               | 5.4    | 8.400  |      | 13.800 |
| 5    | Caio Souza Minas Tênis Clube                     | 6.1    | 7.200  |      | 13.300 |
| 6    | Yuri Guimarães SERC Santa Maria                  | 5.0    | 7.900  |      | 12.900 |
| 7    | Gustavo Pereira Minas Tênis Clube                | 4.6    | 8.133  |      | 12.733 |
| 8    | Tomás Rodrigues SERC Santa Maria                 | 4.5    | 7.133  |      | 11.633 |

### Feminino

#### Salto
| Pos. | Ginasta                                            | Nota D  | Nota E  | Pen.    | Pont. 1 | Nota D  | Nota E  | Pen.    | Pont. 2 | Total  |
| ---- | -------------------------------------------------- | ------- | ------- | ------- | ------- | ------- | ------- | ------- | ------- | ------ |
| 1    | Andreza de Lima Grêmio Náutico União               | 4.2     | 8.867   |         | 13.067  | 3.6     | 9.000   | 12.600  |         | 12.833 |
| 2    | Beatriz dos Santos Clube de Regatas do Flamengo    | 4.2     | 8.667   |         | 12.867  | 3.6     | 8.433   |         | 12.033  | 12.450 |
| 3    | Gleyce Rodrigues Osasco                            | 3.6     | 8.900   |         | 12.500  | 3.4     | 8.867   |         | 12.267  | 12.383 |
| 4    | Maria Rita dos Santos Clube de Regatas do Flamengo | 3.6     | 8.867   | 0.100   | 12.367  | 3.4     | 8.867   |         | 12.267  | 12.317 |
| 5    | Beatriz Lima Esporte Clube Pinheiros               | 4.2     | 8.600   | 0.300   | 12.500  | 3.4     | 8.600   |         | 12.000  | 12.250 |
| 6    | Hellen Vitória Clube de Regatas do Flamengo        | 3.2     | 8.800   |         | 12.000  | 3.6     | 8.867   |         | 12.467  | 12.233 |
| 7    | Yasmim Ribeiro Fluminense Football Club            | 3.6     | 8.867   | 0.100   | 12.367  | 3.4     | 8.700   | 0.300   | 11.800  | 12.083 |
| 8    | Clara Stecca Grêmio Náutico União                  | 3.8     | 8.733   |         | 12.533  | 3.6     | 7.733   |         | 11.333  | 11.933 |
| Pos. | Ginasta                                            | Salto 1 | Salto 1 | Salto 1 | Salto 1 | Salto 2 | Salto 2 | Salto 2 | Salto 2 | Total  |

#### Barras assimétricas
| Pos. | Ginasta                                     | Nota D | Nota E | Pen. | Total  |
| ---- | ------------------------------------------- | ------ | ------ | ---- | ------ |
| 1    | Rebeca Andrade Clube de Regatas do Flamengo | 6.2    | 8.400  |      | 14.600 |
| 2    | Jade Barbosa Clube de Regatas do Flamengo   | 5.0    | 7.833  |      | 12.833 |
| 3    | Carolyne Pedro CEGIN                        | 4.8    | 7.033  |      | 11.833 |
| 4    | Beatriz da Silva Osasco                     | 4.3    | 7.467  |      | 11.767 |
| 5    | Josiane Calixto CEGIN                       | 4.8    | 6.900  |      | 11.700 |
| 6    | Andreza de Lima Grêmio Náutico União        | 4.2    | 7.167  |      | 11.367 |
| 7    | Beatriz Lima Esporte Clube Pinheiros        | 4.3    | 6.200  |      | 10.500 |
| 8    | Luiza de Oliveira Esporte Clube Pinheiros   | 4.2    | 5.533  |      | 9.733  |

#### Trave
| Pos. | Ginasta                                     | Nota D | Nota E | Pen.  | Total  |
| ---- | ------------------------------------------- | ------ | ------ | ----- | ------ |
| 1    | Flavia Saraiva Clube de Regatas do Flamengo | 6.2    | 8.233  |       | 14.433 |
| 2    | Rebeca Andrade Clube de Regatas do Flamengo | 5.8    | 8.533  |       | 14.333 |
| 3    | Thaís Fidélis Esporte Clube Pinheiros       | 4.5    | 8.067  |       | 12.567 |
| 4    | Gabriela Barbosa Esporte Clube Pinheiros    | 4.5    | 7.800  |       | 12.300 |
| 5    | Carolyne Pedro CEGIN                        | 4.5    | 7.533  |       | 12.033 |
| 6    | Alana de Oliveira CEGIN                     | 4.7    | 6.900  |       | 11.600 |
| 7    | Gleyce Rodrigues Osasco                     | 4.5    | 6.900  |       | 11.400 |
| 8    | Jade Barbosa Clube de Regatas do Flamengo   | 4.6    | 6.033  | 0.100 | 10.533 |

#### Solo
| Pos. | Ginasta                                      | Nota D | Nota E | Pen.  | Total  |
| ---- | -------------------------------------------- | ------ | ------ | ----- | ------ |
| 1    | Andreza de Lima Grêmio Náutico União         | 5.0    | 7.967  |       | 12.967 |
| 2    | Gabriela Barbosa Esporte Clube Pinheiros     | 4.9    | 7.967  |       | 12.867 |
| 3    | Carolyne Pedro CEGIN                         | 4.6    | 8.000  |       | 12.600 |
| 4    | Hellen Vitória Clube de Regatas do Flamengo  | 5.0    | 7.867  | 0.300 | 12.567 |
| 5    | Gleyce Rodrigues Osasco                      | 4.8    | 7.467  |       | 12.267 |
| 6    | Gabriela Vieira Clube de Regatas do Flamengo | 4.4    | 7.833  |       | 12.233 |
| 7    | Alana de Oliveira CEGIN                      | 4.6    | 7.600  |       | 12.200 |
| 8    | Isabel Ferreira Jurerê                       | 3.5    | 8.033  | 0.100 | 11.433 |

## Quadro de medalhas

### Geral
| Pos.               | Equipe                       | Ouro | Prata | Bronze | Total |
| ------------------ | ---------------------------- | ---- | ----- | ------ | ----- |
| 1                  | Clube de Regatas do Flamengo | 3    | 6     | 0      | 9     |
| 2                  | Minas Tênis Clube            | 3    | 1     | 3      | 7     |
| 3                  | Esporte Clube Pinheiros      | 2    | 2     | 4      | 8     |
| 4                  | Grêmio Náutico União         | 2    | 0     | 0      | 2     |
| 5                  | SERC Santa Maria             | 0    | 1     | 0      | 1     |
| 6                  | CEGIN                        | 0    | 0     | 2      | 2     |
| 7                  | Osasco                       | 0    | 0     | 1      | 1     |
| Total (7 entradas) | Total (7 entradas)           | 10   | 10    | 10     | 30    |

### Masculino
| Pos.               | Equipe                       | Ouro | Prata | Bronze | Total |
| ------------------ | ---------------------------- | ---- | ----- | ------ | ----- |
| 1                  | Minas Tênis Clube            | 3    | 1     | 3      | 7     |
| 2                  | Esporte Clube Pinheiros      | 2    | 1     | 3      | 6     |
| 3                  | Clube de Regatas do Flamengo | 1    | 3     | 0      | 4     |
| 4                  | SERC Santa Maria             | 0    | 1     | 0      | 1     |
| Total (4 entradas) | Total (4 entradas)           | 6    | 6     | 6      | 18    |

### Feminino
| Pos.               | Equipe                       | Ouro | Prata | Bronze | Total |
| ------------------ | ---------------------------- | ---- | ----- | ------ | ----- |
| 1                  | Clube de Regatas do Flamengo | 2    | 3     | 0      | 5     |
| 2                  | Grêmio Náutico União         | 2    | 0     | 0      | 2     |
| 3                  | Esporte Clube Pinheiros      | 0    | 1     | 1      | 2     |
| 4                  | CEGIN                        | 0    | 0     | 2      | 2     |
| 5                  | Osasco                       | 0    | 0     | 1      | 1     |
| Total (5 entradas) | Total (5 entradas)           | 4    | 4     | 4      | 12    |